# Impatiens salifii
Impatiens salifii är en balsaminväxtart som beskrevs av Fischer och Raheliv. Impatiens salifii ingår i släktet balsaminer, och familjen balsaminväxter. Inga underarter finns listade i Catalogue of Life.